# Синд
Синд (на синдхи: سنڌ) е провинция в югоизточен Пакистан.
Има площ 140 914 km² и граничи с провинциите Белуджистан на запад и Пенджаб на север, с индийските щати Гуджарат и Раджастан на изток и с Арабско море на юг. Населението е около 42 400 000 души, а столица е град Карачи.